# Ağayrı
Ağayrı è un comune dell'Azerbaigian situato nel distretto di Biləsuvar. Conta una popolazione di 2 187 abitanti.